# Boeica
Boeica es un género con 14 especies de plantas  perteneciente a la familia Gesneriaceae.

## Descripción
Subarbusto o planta herbácea perennifolia rizomatosa. Hojas opuestas, espaciadas en el tallo o agrupadas en el ápice, raramente  como roseta basal; pecioladas, con la lámina ovada a elíptica, base cuneada o atenuada. Las inflorescencias en cimas axilares. laxas o densas. Sépalos libres o fusionados a la mitade. Corola campanulada. El fruto es una cápsula. Tiene un número de cromosomas de : 2n = ± 22 (B. brachyandra Ridl.).

## Taxonomía
El género fue descrito por Charles Baron Clarke y publicado en Commelynaceae et Cyrtandraceae Bengalenses 118. 1874.
Etimología
Boeica: nombre genérico que deriva de una modificación del género Boea.

## Especies
| - Boeica brachyandra - Boeica confertiflora - Boeica ferruginea - Boeica filiformis - Boeica fulva - Boeica griffithii - Boeica guileana | - Boeica hirsuta - Boeica multinervia - Boeica nutans - Boeica porosa - Boeica stolonifera - Boeica tonkinensis - Boeica yunnanensis |